# Україна — Білорусь. Духовна спадщина — Ірмологіон (срібна монета)
«Україна — Білорусь. Духовна спадщина — Ірмологіон» — срібна пам'ятна монета номіналом 20 гривень, випущена Національним банком України, присвячена ірмологіонам — нотованим збірникам різних жанрів літургійного співу, поширеним з кінця XVI cт. на етнічній території українців та білорусів.
Монету введено в обіг 15 грудня 2020 року. Вона належить до серії «Духовні скарби України».

## Опис та характеристики монети
| Номінал грн. | Метал                              | Маса, грам | Діаметр, мм. | Якість виготовлення       | Гурт                           | Тираж, штук |
| ------------ | ---------------------------------- | ---------- | ------------ | ------------------------- | ------------------------------ | ----------- |
| 10           | срібло (Ag 925), локальна позолота | 62.2       | 50,0         | спеціальний анциркулейтед | гладкий із заглибленим написом | 2 500       |

### Аверс
На аверсі монети зліва розміщено малий Державний Герб України, зверху напис «УКРАЇНА», під яким стилізовано зображено позолочену сторінку джерела літургійної спадщини і музики Київської Церкви Супрасльського ірмологіону [Архівовано 8 серпня 2021 у Wayback Machine.] (1598–1601 рр.), який зберігається в Національній бібліотеці України імені В. І. Вернадського. Під гербом зазначено рік карбування — 2020. Номінал 20 ГРИВЕНЬ зазначено праворуч від сторінки.

### Реверс
На реверсі монети зображено фрагмент ікони «Воздвиження Чесного Хреста з родиною Яна Собеського» (1670–1689 рр.), який зображає фігури хористів, які співають по нотах. Ікона зберігається в Національному музеї імені Андрея Шептицького (Львів). Угорі розміщено стилізований напис «ЗБІРНИК ЦЕРКОВНИХ ПІСНЕСПІВІВ ІРМОЛОГІОН». Ноти зображені під фрагментом з хористами.

## Автори

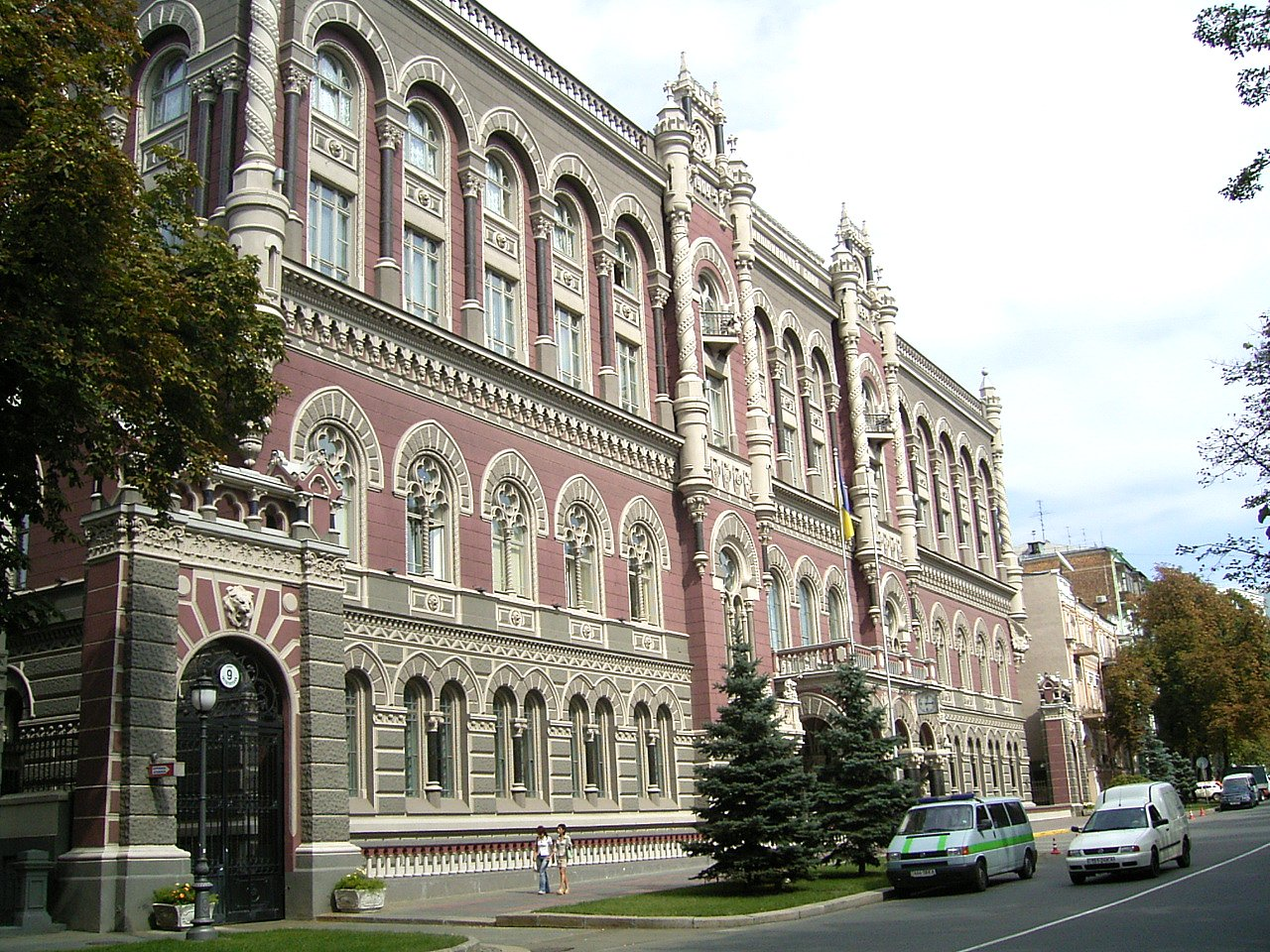
Будівля Національного банку України

- Художники — Таран Володимир, Харук Олександр, Харук Сергій.

- Скульптори: аверс: Атаманчук Володимир, Іваненко Святослав;  реверс: програмне моделювання — Андріянов Віталій.[1]Будівля Національного банку України

## Вартість монети
Роздрібна ціна Національного банку України у 2020 році була 3 636 гривень.
Фактична приблизна вартість монети, з роками змінювалася так:

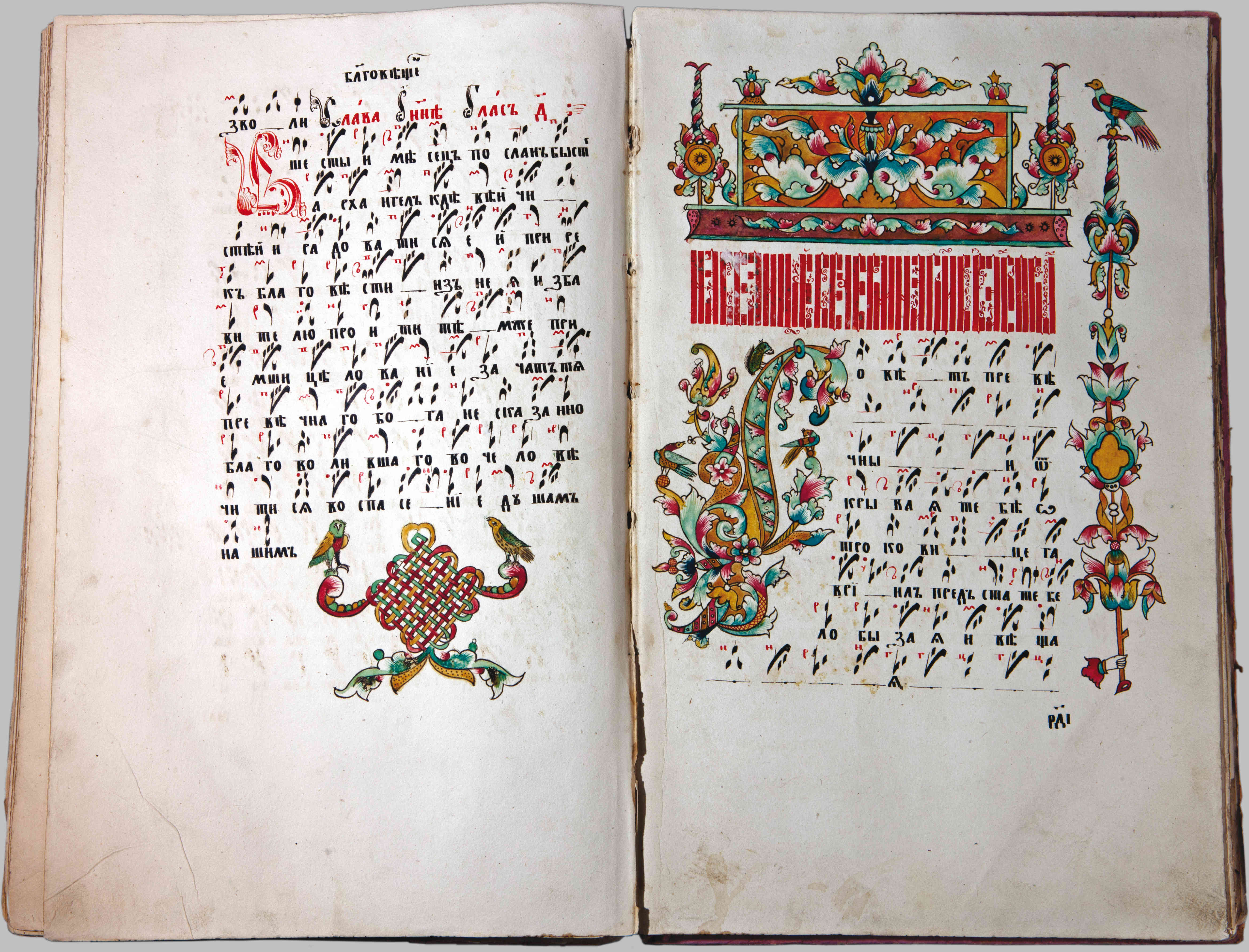
Ірмологіон, Інак Фединорт, 1777 р.

| Рік        | 2020  | 2021  | 2022  | 2023  | 2024  | 2025  |
| ---------- | ----- | ----- | ----- | ----- | ----- | ----- |
| Ціна, грн. | 4 510 | 4 068 | 4 200 | 4 450 | 7 300 | 7 600 |

## Додатково
Одночасно з введенням НБУ в обіг монети «Україна — Білорусь. Духовна спадщина — Ірмологіон» Національний банк Білорусі 15 грудня 2020 року ввів обіг пам'ятні монети «Беларусь — Украіна. Духоўная спадчына. Ірмалагіён» (срібна монета номіналом 50 рублів (тираж 999 шт) і мідно-нікелева монета номіналом 1 рубль (тираж 1 999 шт)).